# Tableau Encyclopédique et Methodique
La Tableau encyclopédique et méthodique des trois règnes de la nature [Tabla enciclopédica y metódica de los tres reinos de la naturaleza], (abreviado Tabl. Encycl.)   es una enciclopedia ilustrada de plantas, animales y minerales, que se distingue por la incorporación de las primeras descripciones científicas de varias especies, y por sus atractivos grabados de colores. Fue publicada en París por Charles-Joseph Panckoucke, en tres tomos con seis volúmenes en los años 1791-1823. Aunque muchos volúmenes pueden considerarse como elementos de la más grande Encyclopédie méthodique, se han titulado y publicado por separado.
Las tiradas individuales de este obras hora pueden alcanzar precios en miles de euros.
El volumen que trata de los versos de Jean-Guillaume Bruguière es uno de los más raros de la colección por sus planchas, que pueden considerarse como las primeras en representar ciertos organismos microscópicos.

## Contribuidores
- Jean-Baptiste de Lamarck (1744-1829) se ocupó de la taxonomía de las plantas
- Louis Jean-Marie Daubenton (1716-1800) escribió la sección dedicada a los cuadrúpedos, pero su sistema, especialmente la clasificación que sigue, fue criticado por sus contemporáneos;
- El abad Pierre Joseph Bonnaterre (1747-1804) redactó principalmente las secciones dedicadas a los peces y pájaros. Sigue el sistema linneano. Completado por  planchas de gran formato, estas dos partes son reputadas. También es autor de artículos sobre cetáceos, mamíferos, reptiles, anfibios e insectos.
- Jean-Guillaume Bruguière (1750-1798)  trató con los invertebrados;
- Louis Pierre Vieillot (1748-1831) escribió el segundo volumen dedicado a las aves.